# Wolfgang Weichardt
Julius Wolfgang Weichardt (* 13. Mai 1875 in Altenburg; † 9. Februar 1945 in Jena) war ein deutscher Bakteriologe, Serologe und Hygieniker.

## Biografie
Wolfgang Weichardt war der älteste von drei Söhnen des als „vermögend“ beschriebenen Sanitätsrats Max Heinrich Friedrich Karl Weichardt und seiner Ehefrau Doris Melitta Weichardt, geborene Heinze. Ihm folgten Hans Max (* 1878) und Christian Rudolf (* 1887). Wolfgang besuchte ab Ostern 1885 – wie später auch seine Brüder – das Altenburger Friedrich-Gymnasium, von dem er nach erfolgreicher Reifeprüfung im Frühjahr 1894 abging.
In Berlin-Wilmersdorf heiratete er am 20. September 1913 Maria Henriette Martha Gertrude Haaßengier (* 11. März 1893 in Deutsch Krone/Westpreußen), Tochter des Baugewerksschulprofessors Fritz Haaßengier. Das Paar hatte zwei Kinder, darunter der spätere Hygieniker und Tübinger Ordinarius für Arbeitsmedizin Heinz Weichardt (* 14. November 1915 in Erlangen).
Wolfgang Weichardt erlitt 1943 nach einer Infektionskrankheit einen Schlaganfall, der zu einer linksseitigen Lähmung führte. Um den nächtlichen Bomberangriffen am seinerzeitigen Wohnort Wiesbaden  zu entgehen (sein Haus hatte schon mehrfach Bombenschäden erlitten), zog er mit Frau, Tochter und Enkeln zu seinem Bruder nach Jena. Tragischerweise kam er dort zusammen mit seiner Frau am 9. Februar 1945 durch eine Fliegerbombe ums Leben.

## Beruflicher Werdegang
Wolfgang Weichardt studierte in Jena, Leipzig, München und Berlin und promovierte 1900 in Breslau, wo er Assistent von Carl Flügge (1847–1923) am Laboratorium für Hygiene und Bakteriologie wurde. Danach bildete er sich weiter als Assistent bei dem Pathologen Christian Georg Schmorl (1861–1932) in Dresden, am Institut Pasteur Paris unter Elie Metchnikoff (1845–1916), in Hamburg unter dem Hygieniker William Philipps Dunbar (1863–1922) und am Berliner Hygieneinstitut unter Max Rubner (1854–1932).
1905/1906 habilitierte sich Weichardt für Hygiene und experimentelle Therapie an der Universität Erlangen, wo er 1911 zum außerordentlichen Professor ernannt und Direktor der Bayerischen Bakteriologischen Untersuchungsanstalt wurde.
Nach abgeschlossenem Kriegsdienst 1914–1918 wurde er zu einem Studienaufenthalt in Schweden beurlaubt. Zum 1. Juli 1929 übernahm er die Leitung der Wiesbadener Außenstelle der Preußischen Landesanstalt für Wasser-, Boden- und Lufthygiene. In dieser Position setzte er seine wissenschaftlichen Arbeiten vor allem auf dem Gebiet der Wasserversorgung und Kontrolle von Abwässern fort.

## Forschungsthemen
In seiner mehr als 45-jährigen Berufstätigkeit befasste sich Weichardt mit vielen Fragen der Bakteriologie, Serologie und Hygiene und veröffentlichte darüber eine große Anzahl wissenschaftlicher Schriften. Seine Forschungen erstrecken sich u. a. auf Vorgänge der Ermüdung und Leistungssteigerung.
Im klinisch-experimentiellen Bereich war er mit seinen Arbeiten über Blutersatzmittel erfolgreich. Zusammen mit der von Wilhelm Surholt geführten Pfrimmer Pharmazeutische Werke & Co. KG konnten 1925 die heute gebräuchlichen, in Ampullen abgefüllten Salzlösungen („Tutofusin“) entwickelt und für die industrielle Herstellung perfektioniert werden. Es fand im Zweiten Weltkrieg in den Lazaretten und Hauptverbandsplätzen vielfach Verwendung.
Seine wichtigsten Arbeiten betreffen die unspezifische Reiztherapie; außerdem leistete er Beiträge zu seinen Forschungen über Synzytoxin, Anaphylaxie, parenterale Eiweißverdauung, Stoffwechsel und Müdigkeit.
Weichardt postulierte, dass es ein spezifisches „Gift der Müdigkeit“ gebe, und führte Anfang des 20. Jahrhunderts zahlreiche Experimente mit chemischen Antitoxinen durch, um die Müdigkeit zu bekämpfen. Zusammen mit dem Hygieniker Adolf Dieudonné (1864–1944) war er Co-Autor von Immunität, Schutzimpfung und Serumtherapie.

## Namensgeber
- Weichardt-Reaktion: Test basierend auf der Änderung der Oberflächenspannung, wenn Antigen und Antikörper in spezifischen Verdünnungen miteinander reagieren.[5][7]
- Weichardt-Reagenz: Ein Reagenz, das für die Serodiagnostik der Syphilis verwendet wird.[8]
- Meiostagmin-Reaktion von Ascoli: Herabsetzung der Oberflächenspannung, die unter bestimmten Bedingungen beim Zusammenbringen von Immunserum und entsprechendem Antigen stattfindet. Die Herabsetzung der Oberflächenspannung einer Flüssigkeit bedingt die Verkleinerung ihrer von einer gegebenen Oberfläche sich ablösenden Tropfen – daher die Bezeichnung Meiostagminreaktion, aus dem Griechischen, μείων (kleiner) und ard στάζω (tropfe) – und folglich die Zunahme der Tropfenzahl einer abgemessenen Flüssigkeitsmenge, greifbar mit dem J. Traubeschen Stalagmometer.[9] Der Test wurde erstmals 1910 von Wolfgang Weichardt beschrieben.[10]

## Veröffentlichungen (Auswahl)
- Ergebnisse der Hygiene Bakteriologie Immunitätsforschung und Experimentellen Therapie; Wolfgang Weichardt (1917); Springer  (1922); ISBN 978-3-642-90539-1
- Der Endemische Kropf mit besonderer Berücksichtigung des Vorkommens Im Königreich Bayern (1912); Alfred Schittenhelm und Wolfgang Weichardt; in Deutsch: Springer (1936), in Englisch:  Springer London, Ltd (1913); ISBN 978-3-662-38735-1
- Die Grundlagen der Unspezifischen Therapie (1936); Wolfgang Weichardt; Springer  (1922), Springer London Ltd (2013); ISBN 978-3-662-41276-3
- Ergebnisse der Hygienglishe Bakteriologie Immunitätsforschung und Experimenglishtellenglish Therapie (1934); Wolfgang Weichardt; Springer (1934); ISBN 978-3-642-90539-1
- Protein-Therapie und Unspezifische Leistungssteigerung (2013); William Petersen, Louise Böhme und Wolfgang Weichardt (2013); Springer London Ltd (2013); ISBN 978-3-642-99142-4
- Über Opiumtoxine; Wolfgang Weichardt und Hermann Stadlinger; Springer London Ltd (2013); ISBN 978-3-662-33827-8
- Ergebnisse der Immunitätsforschung Experimentellen Therapie Bakteriologie und Hygiene: (Fortsetzung des Jahresberichts über die Ergebnisse der Immunitätsforschung); Wolfgang Weichardt (2013); Springer London Ltd (2013); ISBN 978-3-642-92408-8
- Improvements in or connected with antitoxins; Printed for His Majesty’s Stationery Office by Love & Malcomson, Ltd (Veröffentlichung unbekannt)[11]
- Serologische Studien aus dem Gebiete der experimentellen Therapie. Enke Stuttgart, 1905. (Internet Archive, aus der Bibliothek der University of California digitalisiert)
- Über Ermüdungsstoffe. Enke Stuttgart, 1910.
- Über Anaphylaxie.
- Unspezifische Immunität. Jena, 1926.
- Methoden der Erforschung unspezifischer Beeinflussungen | Handbuch der biologischen Arbeitsmethoden. Teil 13, T. 2; Urban & Schwarzenberg Berlin und Wien, 1927.[4]

## Ehrungen
- Bayerischer König-Ludwig-Orden[2]